# Роджано-Гравина
Роджано-Гравина (итал. Roggiano Gravina) — коммуна в Италии, располагается в регионе Калабрия, подчиняется административному центру Козенца.
Население составляет 7702 человека, плотность населения составляет 175 чел./км². Занимает площадь 44 км². Почтовый индекс — 87017. Телефонный код — 0984.
Покровителем населённого пункта считается святой Франциск из Паолы. Праздник ежегодно празднуется 3 декабря.